# Выборы в Белгородскую областную Думу (2010)
Выборы в Белгородскую областную Думу пятого созыва прошли 10 октября 2010 года. Избраны 35 депутатов — 18 по партийным спискам и 17 по одномандатным округам.

## Участники

### Единая Россия
Из 24 депутатов фракции «Единая Россия» за места в новом созыве не будут бороться 7 человек, в том числе председатель областной думы Анатолий Зеликов. Ещё 1 действующий депутат (Геннадий Щербина) получил в списке явно не проходное 18 место. Партийный список «Единой России» возглавил Евгений Савченко, вторым в списке идёт депутат Госдумы Андрей Скоч и замыкает тройку известный спортсмен, чемпион мира по смешанным единоборствам Фёдор Емельяненко.

### КПРФ
Среди кандидатов от коммунистов не оказалось двух действующих депутатов — Сергея Демченко и Виктора Алтухова. При этом Демченко сам отказался от участия в выборах и заявил, что выборы в Белгородскую облдуму пройдут «образцово-показательно, как и просил президент Медведев. Но политической конкуренции не будет. В ЛДПР склонны скорее к эпатажу, чем к дискуссии, а справороссы и коммунисты стали достаточно покладистыми после той работы, которую с ними провели региональные власти». Возглавил же список депутат Госдумы Петр Романов, ранее с областью ни чем не связанный. Так же в первую тройку вошли первый секретарь обкома КПРФ Валерий Шевляков и секретарь обкома, один из самых молодых кандидатов-коммунистов — Николай Мухин. Четвёртый и пятый номер в списке — депутаты облдумы четвёртого созыва Павел Тимошенко и Виктор Кочанов.

### ЛДПР
Список ЛДПР, которая на прошлых выборах была в жёсткой оппозиции к губернатору Савченко, возглавил Владимир Жириновский. Вторым номером стала координатор регионального отделения Наталья Губарева, третьим — бизнесмен из Губкина Николай Гаврилов. Такой расклад вызвал возмущение со стороны представителей нескольких крупных местных отделений — в частности, из Старого Оскола. «Я усматриваю в таком раскладе предательство интересов отделения и намеренное отстранение от выборов сильных партийных кадров», — заявила координатор старооскольской ЛДПР Татьяна Шульц. Она заявила, что намерена выйти из ЛДПР, не дожидаясь пока её оттуда «выгонят за нарушение устава». Два действующих депутата — Сергей Лоза и звезда ТВ Маша Малиновская в выборах не участвуют.

### Справедливая Россия
Список «Справедливой России» возглавили единственный действующий депутат Леонид Новиков, председатель совета директоров агрохолдинга «БЭЗРК-Белгранкорм» Александр Орлов и глава Облсовпрофа Алексей Великородный. Во время визита в Белгород лидер «СР» Сергей Миронов не рекомендовал свои однопартийцам критиковать губернатора Евгения Савченко, возглавляющего список «Единой России», так как «области с ним повезло».

### Патриоты России
Помимо представленной в облдуме «четвёрки партий» список также выдвинули «Патриоты России». Первая тройка патриотов выглядит так: председатель реготделения Александр Запрягайло, заместитель главного энергетика ООО «ПОЛИСИНТЕЗ» Геннадий Жилкин и государственный инспектор Центра государственной инспекции по маломерным судам управления МЧС России по Белгородской области Анатолий Самойлов.

### Одномандатные округа
Средний конкурс в одномандатных округах составляет 4,2 кандидата на место. Во всех 17 округах кандидатов смогли выставить только «единоросы». КПРФ и ЛДПР выдвинули кандидатов в 15 округах, а «эсэры» только в 4. «Патриоты России» одномандатников не выдвигали.
Из 4 самовыдвиженцев, не присоединившихся ни к одной из фракций в облдуме 4-го созыва, двое выдвинуты «Единой Россией», а другие двое вообще не участвуют в выборах.

## Опросы общественного мнения
ООО «АГЕНТСТВО ПРОФЕССИОНАЛЬНОГО КОНСАЛТИНГА» провело социологическое исследование по заказу Белгородского регионального общественного фонда поддержки ВПП «Единая Россия».
| Партия              | Рейтинг |
| ------------------- | ------- |
| Единая Россия       | 54,6 %  |
| КПРФ                | 12,8 %  |
| Справедливая Россия | 4,1 %   |
| ЛДПР                | 3,9 %   |
| Патриоты России     | 0,2 %   |
| Не определились     | 24,4 %  |

## Результаты выборов
Лучший результат на выборах в Белгородскую областную Думу V созыва, набрав в ходе голосования по партийным спискам 66,2 % и победив во всех 17 одномандатных округах региона, показала «Единая Россия». Это гарантировало ей 29 мест в региональном парламенте из 35. 17,68 % голосов набрала КПРФ, и получила три мандата в областной Думе. За ЛДПР проголосовало 7,25 % избирателей, этот результат принес партии два места в региональном парламенте. Благодаря новой норме в Избирательном кодексе, «Справедливая России», не прошедшая «заградительный барьер» в 7 % голосов, и, набравшая всего 5,13 % голосов, получила один депутатский мандат Белгородской областной Думы V созыва.
Результаты выборов по партийным спискам.
| Распределение голосов | Распределение голосов | Распределение голосов | Распределение голосов | Распределение голосов |
| --------------------- | --------------------- | --------------------- | --------------------- | --------------------- |
| Единая Россия         |                       |                       | 66.20 %               |                       |
| КПРФ                  |                       |                       | 17.68 %               |                       |
| ЛДПР                  |                       |                       | 7.25 %                |                       |
| Справедливая Россия   |                       |                       | 5.13 %                |                       |
| Патриоты России       |                       |                       | 1.15 %                |                       |

|                                                       | Единая Россия                                | 514 170 | 66,20 % | 12 | 17 | 29 |
|                                                       | Коммунистическая партия Российской Федерации | 137 349 | 17,68 % | 3  | -  | 3  |
|                                                       | Либерально-демократическая партия России     | 56 279  | 7,25 %  | 2  | -  | 2  |
| Заградительный барьер — 7 %                           |                                              |         |         |    |    |    |
|                                                       | Справедливая Россия                          | 39 850  | 5,13 %  | 1  | -  | 1  |
| Партии, набравшие от 5 % до 7 %, получают 1-2 мандата |                                              |         |         |    |    |    |
|                                                       | Патриоты России                              | 18 951  | 1,52 %  | -  | -  | -  |
|                                                       | Недействительных бюллетеней                  | 20 047  |         | -  | -  | -  |